# Sericostoma faciale
Sericostoma faciale là một loài Trichoptera trong họ Sericostomatidae. Chúng phân bố ở miền Cổ bắc.